# 工艺设计
机械工艺设计是连接机械设计和制造的桥梁。通过工艺设计把设计设想转化为一个个工艺流程，以便安排、组织生产，指导工人操作。
工艺文件是反映机械工艺师对产品制造认识的具体表现，工艺师通过工艺文件输出，把制造思想传递并贯彻到整个加工制造过程中。完整的工艺文件包含了大量与工艺流程、加工方法、设备、工装夹具、材料定额、工时定额、检验以及产品有关的信息。